# Portugueses pelo Mundo
Portugueses pelo Mundo é uma série de televisão portuguesa, transmitida pela RTP1 desde 2010. Cada programa segue portugueses residentes no estrangeiro que assumem o papel de condutores do programa enquanto dão a conhecer diversos aspetos do seu quotidiano e do modo de vida, cultura, gastronomia, arquitetura e curiosidades das cidades apresentadas no programa. É uma adaptação portuguesa do original Madrileños por el Mundo, produzido pela autonómica Telemadrid e mais tarde adaptado por outros canais espanhóis, culminando na versão nacional, Españoles en el Mundo, exibida no primeiro canal da televisão pública espanhola.
Também à semelhança da versão espanhola, a premissa do programa foi invertida em 2012 aquando da estreia do spin-off, Viagem ao Centro da Minha Terra, para dar a conhecer as migrações internas de portugueses pelo país.
A 7 de Setembro de 2017 foi confirmado pela Warner Bros. a produção da 9.ª temporada.

## Formato
O programa segue entre quatro a sete portugueses que decidiram mudar-se para outros países. Cada episódio começa com uma antevisão do conteúdo do programa através de pequenos excertos nos quais cada um dos expatriados explica um aspeto específico da vida na cidade. Não são feitas apresentações para a câmara, em vez disso os protagonistas são introduzidos por gráficos no ecrã e são eles que nos contam, ao longo do episódio, sobre si próprios e os motivos que os levaram a querer sair de Portugal. 
O programa dispensa apresentador e os anfitriões assumem a condução do programa. Ao longo do episódio, dividido em vários segmentos intercalados, são eles que guiam o espectador pelos pontos de maior interesse turístico enquanto descrevem e dão a conhecer actividades, gastronomia, arquitetura, curiosidades e factos históricos do local, cidade ou país onde se encontram.  Ao mesmo tempo, descrevem e opinam sobre diversos aspetos da vida local, diferenças culturais e outras curiosidades que achem pertinentes e entrevistam outros residentes (portugueses ou não) sobre as mesmas questões.

## Outros Formatos
Similarmente à versão para TVI, a Antena 1 tem ainda um programa de conversa com portugueses espalhados pelos quatro cantos do Mundo - Portugueses no Mundo - em que cidadãos portugueses dão a conhecer as suas histórias: como vivem, o que fazem e o que os levou a optar por sair de Portugal.

## Transmissão
A primeira temporada foi transmitida inicialmente aos sábados em horário nobre (21:00) na RTP1. Temporadas seguintes foram sujeitas a mudanças do horário de exibição para domingo e quinta feira, geralmente entre as 21:00 e as 23:00. Foi repetido nas manhãs da RTP1, e continua com exibições nos canais internacionais da RTP e na RTP3.

## Prémios
Troféus de Televisão TV 7 Dias/Impala
| Ano  | Prémio                             | Resultado |
| ---- | ---------------------------------- | --------- |
| 2019 | Programação de Informação Cultural | Venceu    |
| 2021 | Programação de Informação Cultural | Venceu    |